# Mesochorus rhadinus
Mesochorus rhadinus är en stekelart som beskrevs av Dasch 1974. Mesochorus rhadinus ingår i släktet Mesochorus och familjen brokparasitsteklar. Inga underarter finns listade i Catalogue of Life.